# INSAS
INSAS (englisch Indian National Small Arms System) ist die Bezeichnung für eine Familie von Handfeuerwaffen aus Indien. Sowohl die Sturmgewehr- als auch die Maschinengewehr-Variante gehören zur Ausrüstung der Indischen Streitkräfte.

## Technik
Die Waffe basiert im Wesentlichen auf der sowjetischen Kalaschnikow, wurde jedoch umfangreich modifiziert. Abweichend von der Kalaschnikow verfügt das INSAS über einen Gasdruckregler. Zum Abschießen von Gewehrgranaten kann der Gaskanal auch vollständig gesperrt werden. Der Spanngriff und der kombinierte Sicherungs- und Feuerwahlhebel wurden auf die linke Seite des Gehäuses verlegt. Die Sicherung liegt direkt über dem Pistolengriff. In der Basisversion kann zwischen Einzelfeuer oder 3-Schuss-Feuerstoß gewählt werden. Verschossen wird Munition im NATO-Kaliber 5,56 mm. Aufgrund der Verwendung durchsichtigen Kunststoffs ist der Patronenfüllstand im Magazin leicht erkennbar.

## Einsatz

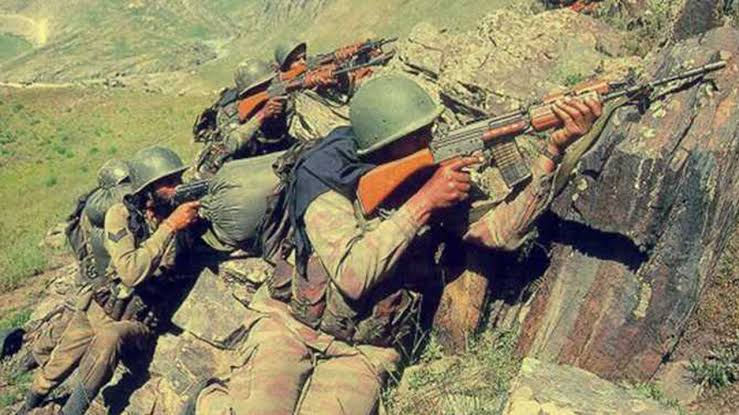
Indische Soldaten in einem Gefecht während des Kargil-Krieges

Indien vollzog relativ spät die Umstellung auf kleinkalibrige Hochgeschwindigkeitsmunition. Das neue Waffensystem wurde gegen Ende der 1990er Jahre eingeführt und löst seitdem die bislang verwendeten FN-FAL-Gewehre in Truppendienst schrittweise ab. Beim ersten Einsatz während des Kargil-Krieges im Jahr 1999 traten erste Probleme auf. Unter den rauen Bedingungen und extrem niedrigen Temperaturen in Hochgebirgs-Gefechten brachen Waffenteile, die Gewehre erwiesen sich teilweise als nicht robust genug. Nach Nachbesserungen der Konstruktion wurde die Ausrüstung der indischen Truppen aber fortgesetzt. Bis zum Jahr 2003 wurden etwa 600.000 Exemplare ausgeliefert.
Größere Stückzahlen werden auch in Nepal eingesetzt. Das Land erhielt Gewehre jedoch zu stark herabgesetzten Preisen, sodass diese Lieferungen eher eine Militärhilfe denn ein Exportgeschäft darstellten. Mit den Waffen sollten nepalesische Regierungstruppen in ihrem Kampf gegen maoistische Rebellen unterstützt werden. Doch auch hier ließ die Zuverlässigkeit zu wünschen übrig. Die Königlich-Nepalesische Armee erklärte, dass bei längeren Schusswechseln die Waffen überhitzten und nicht mehr einwandfrei funktionieren würden. Aufgrund dessen sollen einige ihrer Soldaten gefallen sein. Indien wies diese Vorwürfe zurück und erklärte, die INSAS-Gewehre seien zuverlässig und die Probleme wären auf unsachgemäße Handhabung und fehlende Wartung zurückzuführen.
Oman und Indien haben im Jahr 2003 einen gegenseitigen Rüstungsvertrag unterzeichnet. In dem beabsichtigte Oman unter anderem das INSAS zu testen. Als man bis zum Jahr 2005 die Tests, die vor allem auf die Fähigkeit im Sand und bei hohen Temperaturen zu funktionieren abzielten beendete, wurde im selben Jahr ein endgültiger Vertrag unterzeichnet und es wurde damit begonnen die Waffen an die Streitkräfte Omans auszuliefern.

## Varianten
- INSAS-Gewehr: Standardversion, Einzelfeuer oder 3-Schuss-Feuerstoß (400 m)
- INSAS-LMG: leichtes Maschinengewehr, mit schwerem Lauf und Zweibein, Dauerfeuer-Option (700 m)
- Excalibur: Leichtversion mit Klappschaft, Dauerfeuer-Option (400 m)
- Katalak: kurze Kommando-Version (300 m)[5]
- Amogh: Karabiner für Nahkampfgefecht bzw. Häuserkampf (200 m)

INCAS Variante
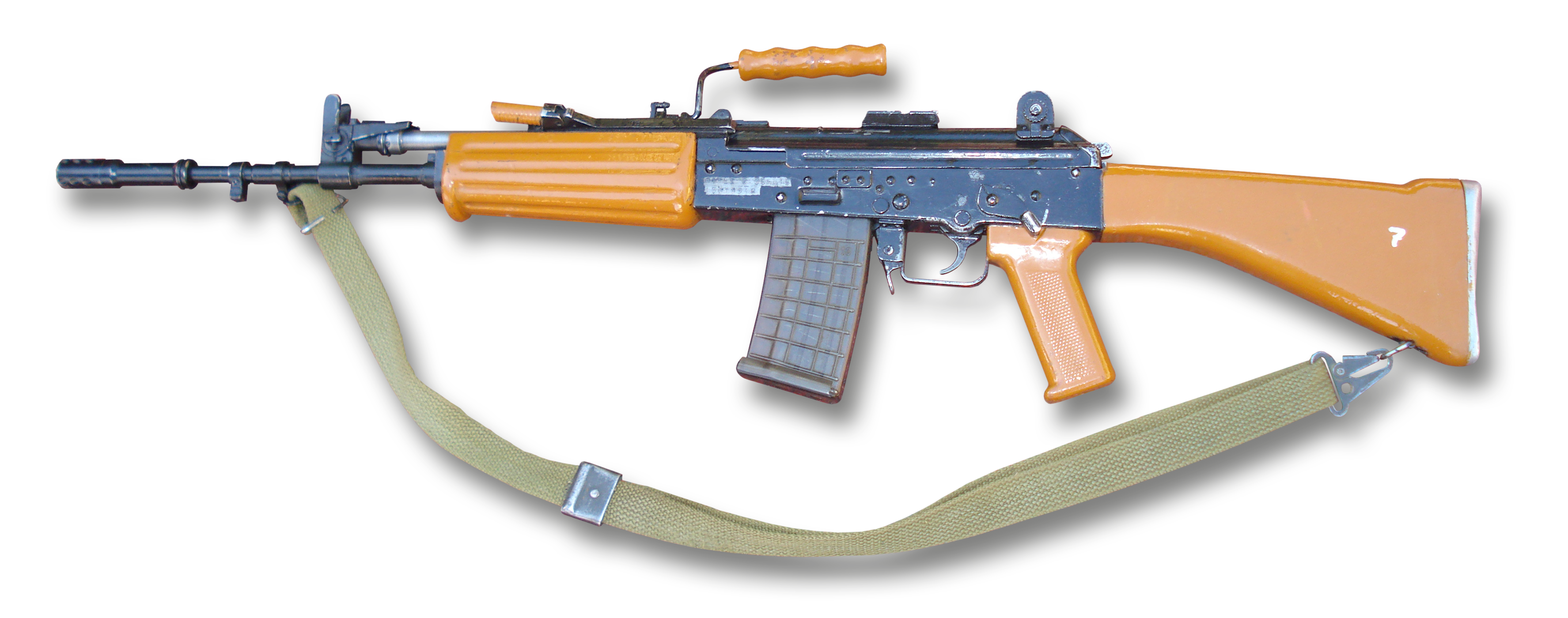
INCAS Standardgewehr – Ordonnanzwaffe der Indian Army
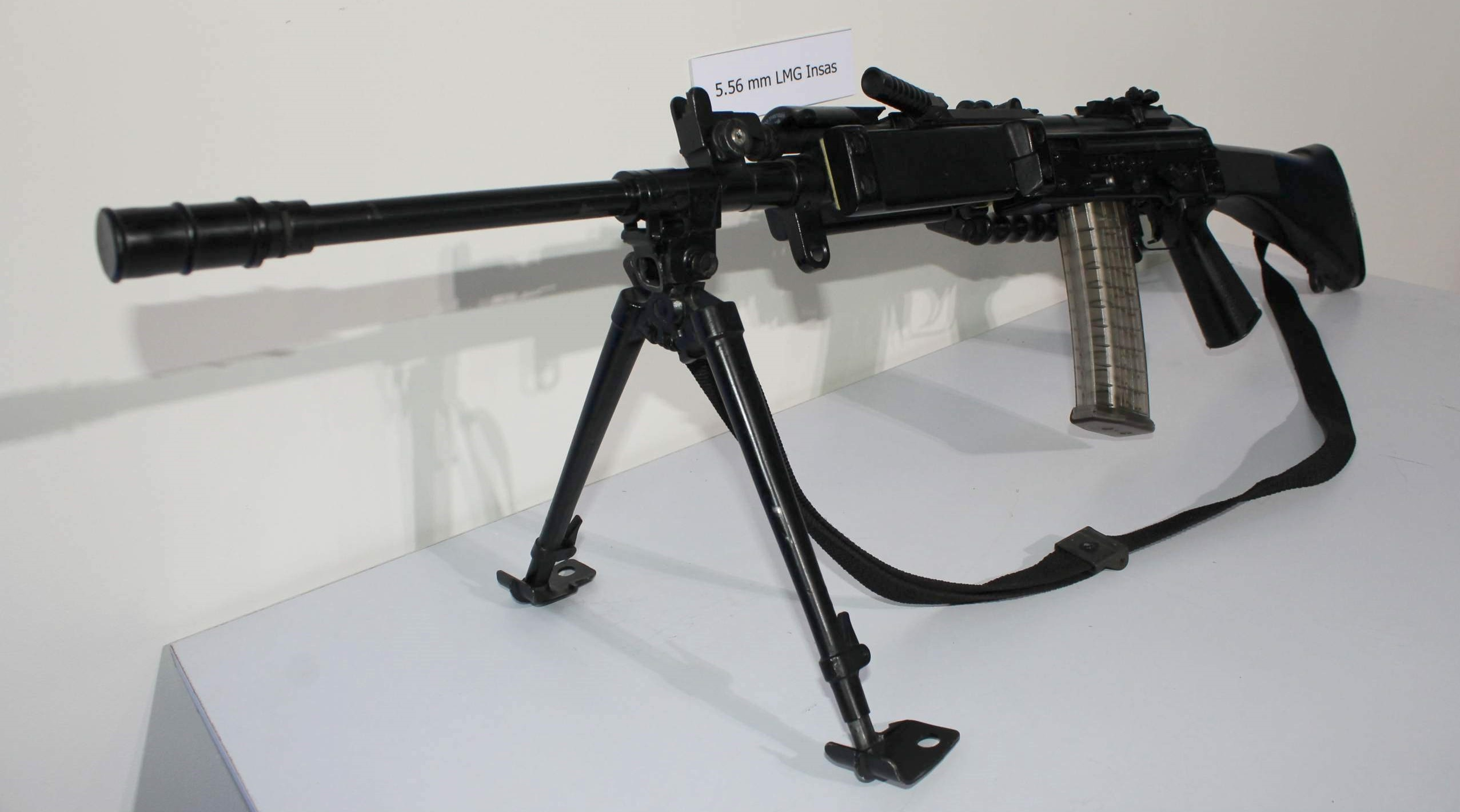
INSAS LMG – Light Machine Gun, 2016
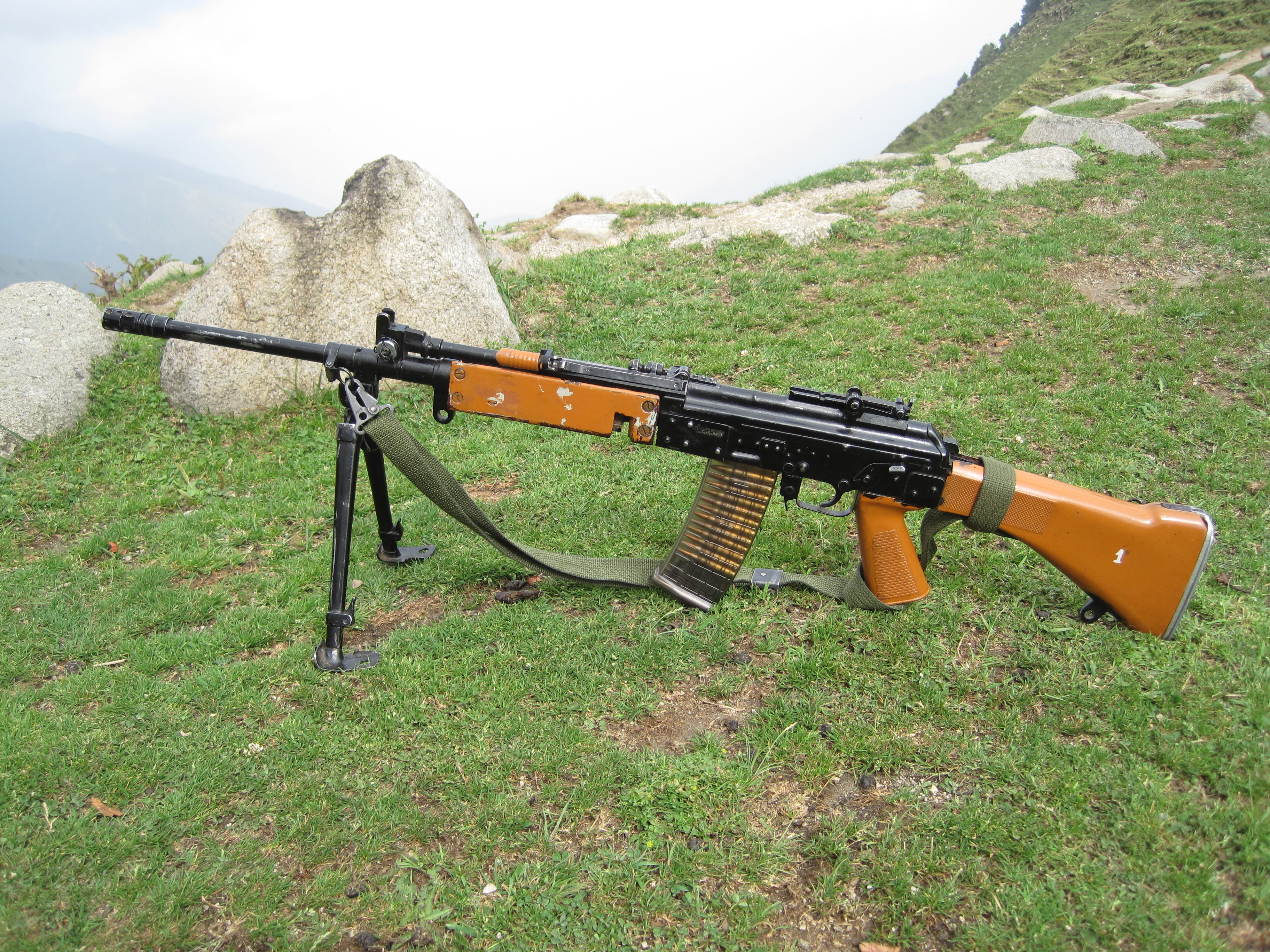
INSAS LMG – Light Machine Gun, 2010
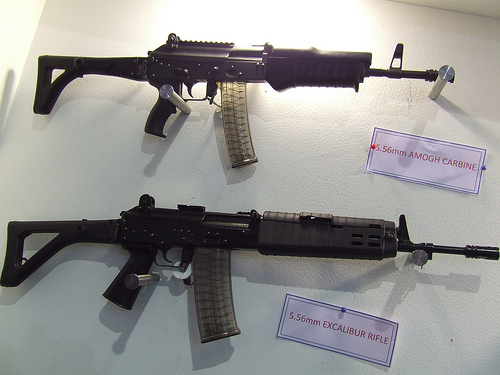
Amogh & Excalibur (unten), 2016

## Nutzer
- Bhutan[6]
- Eswatini (ehemals Swasiland)[7]
- Nepal[8][9][10]
- Oman[11]